# Nekkaritas
Los Nekkaritas, también denominados Nukkari o Nukkar (de las formas magrebíes Nakkariyah o Nakkari) son una de las ramas principales del movimiento Ibadi, fundados en 784 por  Abu Qudama Yazid ibn Fandin al-Ifrani en el norte de África. Se trató de una organización religiosa de base tribal, descendientes, quizás de los pueblos a los cuales las fuentes latinas del siglo I, denominan Canarii.[cita requerida]
Liderados por Abu Yazid al-Nukkari, se rebelaron contra los ffatimíes que gobernaban en Ifriqiya (actual Túnez y Argelia oriental), conquistaron Kairúan en 944 y sitiaron Susa, pero finalmente fueron derrotados en 947. Se cree que los restos de los Nukkari se refugiaron en la isla de Djerba
En cuanto parte del ibadismo, se trataba una secta muy antigua (se la suele colocar dentro del jariyismo) y en sus creencias estaba próxima a los sufríes. El compañero de  Abu Yazid, un líder espiritual llamado Abu Ammar el Ama, fue asesinado en las proximidades de M'sila.